# علي الفراج
علي الفراج هو رجل أعمال سعودي، وكان سابقًا صاحب أغلبية أصحاب الأسهم في نادي بورتسموث لكرة القدم.

## نادي بورتسموث
زُعم أن علي الفراج قد عُرِض على بورتسموث عبر مديره التنفيذي السابق بيتر ستوري، من خلال العميل الإسرائيلي بيني زهافي عندما كان النادي على وشك الانهيار المالي. قام الفراج بتطوير كونسورتيوم مع مستثمرين آخرين وستوري وعرضه على النادي. رفض المالك السابق ألكسندر غايدماك العرض السعودي وبيعه بدلًا من ذلك إلى رجل الأعمال في دبي سليمان الفهيم. بعد أكثر من 40 يومًا فقط، اشترى الفراج حصة 90٪ في بورتسموث في 5 أكتوبر 2009م من خلال شركة Falcondrone Ltd من الفهيم، الذي كان قد قلل من قيمة رأس المال المطلوب للحفاظ على الأعمال التجارية، وواجه صعوبة في جذب الاستثمارات الداخلية، واجه المالك ألكسندر غايدماك اتهامات بتحويل أصول النادي إلى شركات عائلية بأسعار مخفضة، ممَّا زاد من الصعوبات المالية التي واجهتها.

## مؤامرة
أكَّد بعض مشجعي بورتسموث أن الفراج هو في الواقع اسم مُستعار لبالرام تشاينري. الادعاءات هي أنَّ "Chainrai" استخدمهُ الفراج كمشتري للنادي بعد خلاف بين "Chainrai" و "Arcadi Gaydamak" وَجدت المحكمة الإسرائيلية أنَّ المالك الفعلي لنادي بورتسموث لكرة القدم. يَعترف جايامداك باستخدام ابنه ساشا كغطاء لملكية النادي، بزعم أن إداناته بالهروب من السلاح، وخرق العقوبات، والأوامر المعلقة بتوقيفه استلزم الخداع.
بينما كان تشاينراي صريحًا في إنكاره للتأكيد، لم يكن مستعدًا بشأن تعاملاته السابقة مع غايدماك. نجح تشينراي في مقاضاة غايدماك بسبب الأضرار التي لحقت به في وقت قريب، اشترى الفراج نادي بورتسموث لكرة القدم. ليس من الواضح حاليًا ما إذا كانت الأضرار الممنوحة لـ"Chainrai" قد تم دفعها أم لا. وبالتالي، يتكهن المشجعون بأن وصول تشاينراي إلى بورتسموث كان يهدف إلى الاستيلاء على النادي وتصفية أصوله عن طريق المكافأة بموجب أمر من المحكمة، وبالتالي فإن عائلة غايدماك تستخرج أكبر قيمة ممكنة من النادي قبل تجميد حساب النادي.
== ملفه الشخصي ==.     
يَمتلك فراج أيضًا مصالح تجارية في السعودية لصناعة الزي الرسمي و"AKETIPS" و"Easyway Limited"، التي تملك العقارات في كل من المملكة السعودية والمملكة المتحدة.

## حياتهُ الشّخصيّة
يقال إن علي لديه سبعة أشقاء وشقيقتين، من بينهم أحمد الفراج، الذي يدعي أيضًا حصة في شركة سابك. هو متزوج ولديه ابنتان وابن واحد.